# UFC Fight Night: Диллашоу vs. Крус
UFC Fight Night: Dillashaw vs. Cruz (также известно как UFC Fight Night 81) — событие организации смешанных боевых искусств Ultimate Fighting Championship, которое прошло 17 января 2016 года на спортивной арене ТД-гарден в городе Бостон, штат Массачусетс, США.

## Положение до турнира

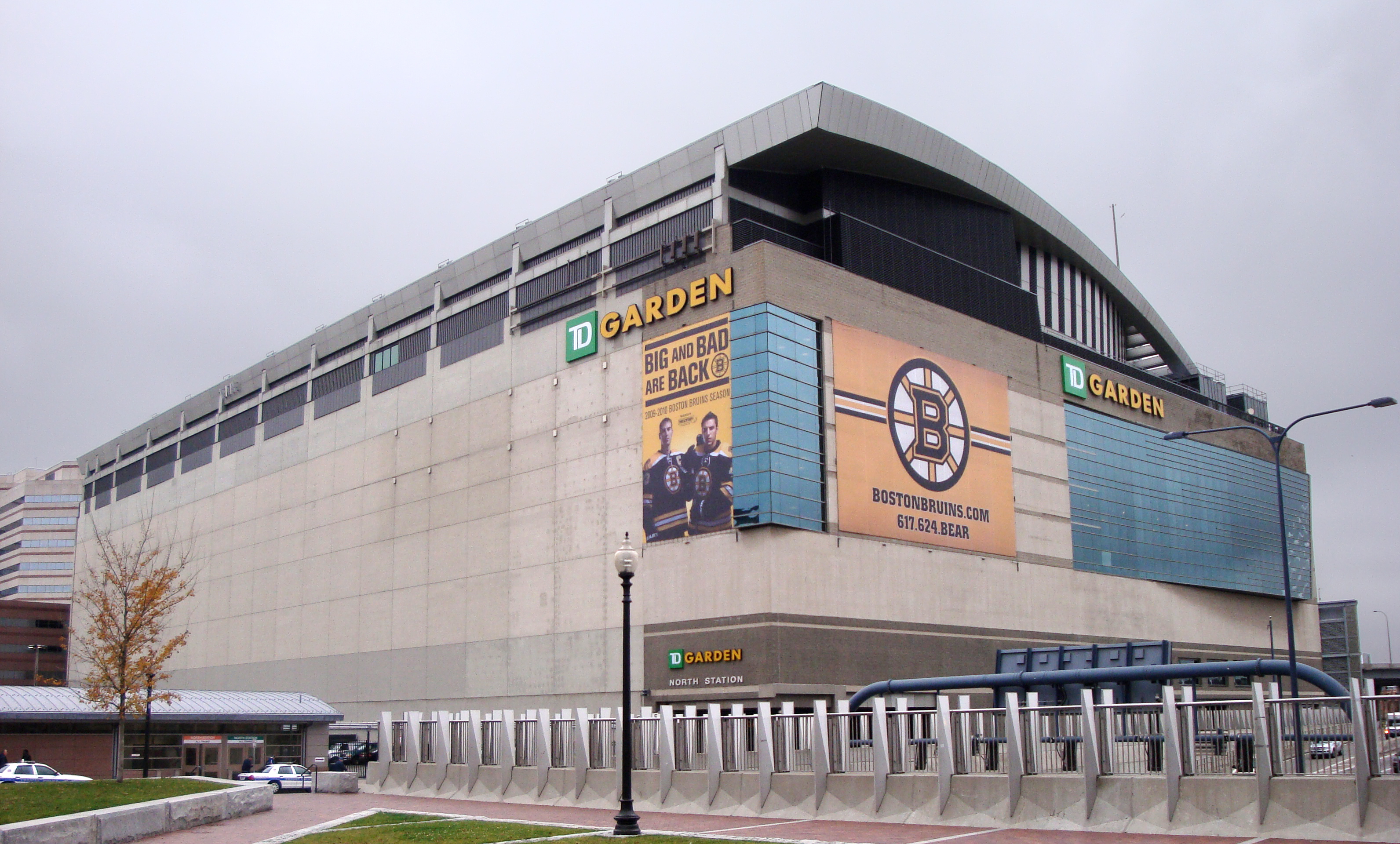
ТД-гарден

Главным событием станет бой между действующим чемпионом UFC в легчайшем весе Ти Джеем Диллашоу и бывшим чемпионом WEC и UFC в легчайшем весе Домиником Крусом.
Этот бой продлился все 5 раундов, дойдя до решений судей. Единогласным решением одержал верх бывший чемпион Доминик Круз, вернув свой пояс обратно. Этот бой прошел довольно в накаленной обстановке, оба бойца были настроены серьезно, так как бой был за пояс чемпиона легчайшего веса. Решение судей было неоспоримо, так как весь бой Доминик Круз доминировал над чемпионом. Он имел преимущество как и в тейкдаунах, так и в точных попаданиях ударов. Ти Джей Диллашоу нанес значительно больше ударов, однако новый чемпион увернулся от больше половины ударов, а это примерно составляет 200 с лишним ударов. Ловкость Доминика превзошла скорость Диллашоу, дав ему победить в этом бою и стать новым чемпионом.
Бывший чемпион UFC в лёгком весе Энтони Петтиc встретится с Эдди Альваресом.
Состоится бой тяжеловесов Трэвиса Брауна и Мэтта Митриона.
Бенил Дариуш должен был встретится с Майрбеком Тайсумовым, однако Дариуш выбыл из боя из-за травмы. Его заменит Крис Уэйд. 11 января стало известно что у Майрбека Тайсумова проблемы с визой, ему на замену вышел французский дебютант UFC Мехди Багдад.
Деннис Бермудес должен был встретится с Максимо Бланко, однако Бермудес выбыл из боя из-за инфекции стафилококка в голени. 4 января стало известно, что его заменит новичок UFC Люк Сандерс.
Патрик Уильямс должен был встретиться с Робом Фонтом, однако Уильямс выбыл из боя из-за травмы. Его заменит дебютант UFC Джои Гомес.
Дебютант UFC Абдулкерим Эдилов должен был встретится с Франсимаром Баррозу, однако 10 января Эдилов снялся с боя по причине травмы колена. Его заменит другой дебютант UFC Элвис Мутапчич..
Джими Хеттес должен был драться с Чарльзом Роза, однако выбыл из боя по причине травмы за восемь дней до турнира. Его заменит новичок UFC Аугусто Мендес. Однако позже Аугусто тоже снялся из-за травмы, его заменит Кайл Бочняк.

## Результаты
| Категория                            |                    |      |                      | Способ                                           | Раунд | Время |
| Основные бои (Fox Sports 1)          |                    |      |                      |                                                  |       |       |
| Легчайший веc                        | Доминик Крус       | поб. | Ти Джей Диллашоу (ч) | Раздельное решение (48-47, 46-49, 49-46)         | 5     | 5:00  |
| Лёгкий вес                           | Эдди Альварес      | поб. | Энтони Петтиc        | Раздельное решение (29-28, 28-29, 29-28)         | 3     | 5:00  |
| Тяжёлый вес                          | Трэвис Браун       | поб. | Мэтт Митрион         | Технический нокаут (удары)                       | 3     | 4:09  |
| Лёгкий вес                           | Франсиску Триналду | поб. | Росс Пирсон          | Единогласное решение (30-27, 29-28, 30-27)       | 3     | 5:00  |
| Предварительные бои (Fox Sports 1)   |                    |      |                      |                                                  |       |       |
| Полусредний вес                      | Патрик Коте        | поб. | Бен Сондерс          | Технический нокаут (удары)                       | 2     | 1:14  |
| Полутяжёлый веc                      | Эд Херман          | поб. | Тим Боуч             | Технический нокаут (Удар коленом и удары руками) | 2     | 1:39  |
| Лёгкий вес                           | Крис Уэйд          | поб. | Мехди Багдад         | Удушающий приём (сзади)                          | 1     | 4:30  |
| Полулёгкий веc                       | Люк Сандерс        | поб. | Максимо Бланко       | Удушающий приём (сзади)                          | 1     | 3:38  |
| Предварительные бои (UFC Fight Pass) |                    |      |                      |                                                  |       |       |
| Лёгкий веc                           | Пол Фельдер        | поб. | Дарон Крюйкшенк      | Удушающий приём (сзади)                          | 3     | 3:56  |
| Полутяжёлый веc                      | Илир Латифи        | поб. | Шон О’Коннелл        | Технический нокаут (удары)                       | 1     | 0:30  |
| Полулёгкий вес                       | Чарльз Роса        | поб. | Кайл Бочняк          | Единогласное решение (29-28, 29-28, 30-27)       | 3     | 5:00  |
| Легчайший веc                        | Роб Фонт           | поб. | Джоуи Гомес          | Технический нокаут (удары)                       | 2     | 4:13  |
| Полутяжёлый веc                      | Франсимар Баррозу  | поб. | Элвис Мутапчич       | Единогласное решение (30-27, 29-28, 30-27)       | 3     | 5:00  |

## Награды
Следующие бойцы получили бонусные выплаты в размере $50 000:
- Лучший бой вечера: Ти Джей Диллашоу против Доминика Круса

- Выступление вечера: Эд Херман и Люк Сандерс

## Выплаты
Ниже приводятся суммы официальных выплат, опубликованные Атлетической Комиссией штата Массачусетс. Они не включают спонсорских денег, прибыли за продажу платных трансляций и призовых за награды.
- Доминик Крус: $110 000 (включая бонус за победу $55 000) поб. Ти Джея Диллашоу ($70 000)
- Эдди Альварес: $100 000 поб. Энтони Петтиса ($80 000)
- Трэвис Браун: $120 000 (включая бонус за победу $60 000) поб. Мэтта Митриона ($36 000)
- Франсиску Триналду: $54 000 (включая бонус за победу $27 000) поб. Росса Пирсона ($48 000)
- Патрик Коте: $86 000 (включая бонус за победу $43 000) поб. Бена Сондерса ($18 000)
- Эд Херман: $94 000 (включая бонус за победу $47 000) поб. Тима Боуча ($52 000)
- Крис Уэйд: $34 000 (включая бонус за победу $17 000) поб. Мехди Багдада ($12 000)
- Люк Сандерс: $20 000 (включая бонус за победу $10 000) поб. Максимо Бланко ($25 000)
- Пол Фелдер: $36 000 (включая бонус за победу $18 000) поб. Дарона Крюйкшенка ($20 000)
- Илир Латифи: $44 000 (включая бонус за победу $22 000) поб. Шона О’Коннелла ($18 000)
- Чарльз Роса: $24 000 (включая бонус за победу $12 000) поб. Кайла Бочняка ($10 000)
- Роб Фонт: $20 000 (включая бонус за победу $10 000) поб. Джоуи Гомеса ($10 000)
- Франсимар Баррозу: $30 000 (включая бонус за победу $15 000) поб. Элвиса Мутапчича ($18 000)